# Grímnismál
Els Grímnismál (Les dites de Grímnir) —el mot és un neutre plural en norrè occidental antic— són un dels poemes mitològics que formen part de l'Edda poètica. Estan preservats en el còdex Reial o Konungsbók MS GkS 2365 4to i en el fragment AM 748 I 4to; a més a més, Snorri Sturluson inclogué, parcialment o total, una vintena d'estrofes en la seva Edda en prosa. Els Grímnismál són contats per Grímnir (un dels noms amb què el déu Odin amaga la seva identitat quan viatja pel món) quan és torturat, per error, pel rei Geirrod (Geirrøðr), fet que li costarà la vida al rei al final del poema.
L'obra comença amb una extensa secció en prosa en què es descriuen les circumstàncies que condueixen al monòleg de Grímnir, que consta de 54 estrofes compostes en metre ljóðaháttr. El darrer tros dels Grímnismál és constituït per una cloenda en prosa en què es descriu breument la mort del rei Geirrod, l'ascensió al tron del seu fill Agnarr, i la desaparició del déu Odin.

## Estructura i història
El treball comença amb una llarga secció en prosa que descriu les circumstàncies que van portar al monòleg de Grímnir. El monòleg en si consta de 54 estrofes de vers poètics que descriuen els mons i les moltes disfresses d'Odin. La tercera i última part del poema també és en prosa, una breu descripció de la desaparició de Geirröth, l'ascens del seu fill i la desaparició d'Odin.
Les seccions en prosa probablement no formaven part de les versions orals originals de Grímnismál. Henry Adams Bellows suggereix que es van afegir al segle xii o xiii i basant-se en algun tipus de tradició narrativa sobre el poema. Això no és del tot segur. El poema en si va ser compost probablement a la primera meitat del segle x.